# Piškera
Piškera ist eine unbewohnte kroatische Insel im Adriatischen Meer. Sie gehört zur Gruppe der Kornaten.

## Geographie
Die längliche und hügelige Insel ist nur dürftig bewachsen. Sie liegt etwa 1,5 km westlich der deutlich größeren Insel  Kornat, ist mit einer Fläche von 2,66 km² dennoch die drittgrößte Insel der Kornaten.